# Матсья (царство)

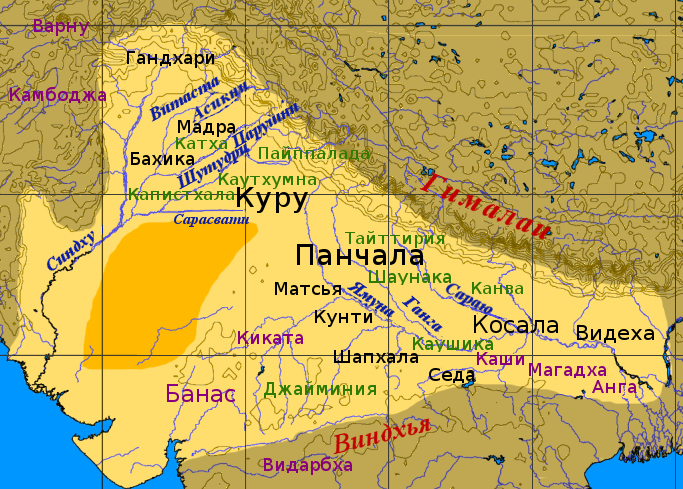
Местоположение царства Матсья в ведийский период

Ма́тсья — название древнеиндийского племени и государства, существовавшего в ведийский период на северо-западе Индийского субконтинента.
Царство матсьев располагалось к югу от царства Куру и к западу от реки Ямуны, которая отделяла его от государства Панчала. Царство занимало часть территории современного Раджастхана, включая весь округ Алвар и Бхаратпур. Западная граница проходила по северному берегу реки Чамбал. Столицей матсьев был город Виратанагара (современный Байрат), который по преданию был назван в честь своего основателя — царя Вираты. В «Махабхарате» столица матсьев также носит название Упаплавья. В «Махабхарате» (V.72.16) упоминается царь Сахаджа, правивший царствами Чеди и Матсья. Из этого можно сделать вывод, что государство Матсья когда-то было частью царства Чеди. В литературе пали матсьи ассоциируются с племенем шурасенов.
В начале VI века до н. э. царство Матсья стало одной из шестнадцати махаджанапад. Его влияние к тому времени значительно спало.